# Salamandra
Salamandra är ett släkte stjärtgroddjur som tillhör familjen salamandrar (Salamandridae).
Släktet består av 6 arter, som lever i Syd- och Centraleuropa, Mellanöstern och Nordafrika:
- Algerisk eldsalamander (Salamandra algira) Bedriaga, 1883
- Alpsalamander (Salamandra atra) Laurenti, 1768 — Alpine Salamander
- Korsikansk eldsalamander (Salamandra corsica) Savi, 1838
- Salamandra infraimmaculata Martens, 1885
- Lanzas grottsalamander (Salamandra lanzai) Nascetti, Andreone, Capula et Bullini, 1988
- Eldsalamander (Salamandra salamandra) Linné, 1758